# Solo mírame
Solo mírame (en inglés: Just watch me) fue una frase que hizo famosa el primer ministro Pierre Trudeau durante la llamada Crisis de Octubre en 1970. Trudeau, quien en años anteriores había sido un firme defensor de las libertades civiles, habló de la necesidad de una acción drástica para restablecer el orden en Quebec. El reportero de CBC, Tim Ralfe, le preguntó qué tan lejos llegaría en la suspensión de las libertades civiles para mantener el orden, a lo que Trudeau respondió: "Bueno, solo mírame". Tres días después, invocó la Ley de Medidas de Guerra, que provocó una acción policial contra muchos disidentes de Quebec y una gran controversia pública.
Desde entonces, la frase se ha utilizado coloquialmente en la política canadiense.

## Extracto de la entrevista
La siguiente es una transcripción parcial de la entrevista improvisada entre Tim Ralfe de la CBC y Pierre Trudeau.

Tim Ralfe: De lo que me estás hablando es de elecciones, y mi elección es vivir en una sociedad libre y democrática, lo que significa que no hay gente con armas dando vueltas por ahí.

Pierre Trudeau: Correcto.
Ralfe: Y una de las cosas a las que tengo que renunciar por esa elección es el hecho de que gente como tú puede ser secuestrada.
Trudeau: Claro, pero esta no es mi elección, obviamente. Sabes, creo que es más importante deshacerse de aquellos que están cometiendo violencia contra la sociedad en su totalidad y aquellos que están tratando de dirigir el gobierno a través de un poder paralelo al establecer su autoridad mediante el secuestro y el chantaje. Y creo que es nuestro deber como gobierno proteger a los funcionarios gubernamentales y a las personas importantes de nuestra sociedad para que no se utilicen como herramientas en este chantaje. Ahora, usted no está de acuerdo con esto, pero estoy seguro de que, una vez más, en retrospectiva, probablemente habría encontrado preferible que el Sr. (James) Cross y el Sr. (Pierre) Laporte habían sido protegidos del secuestro, que no lo fueron porque estos pasos que estamos tomando ahora no se tomaron. Pero incluso en retrospectiva, no veo cómo puedes negar eso.
Ralfe: No, todavía vuelvo a la elección que tienes que hacer en el tipo de sociedad en la que vives.
Trudeau: Sí, bueno, hay muchos corazones sangrantes a los que simplemente no les gusta ver a la gente con cascos y armas. Todo lo que puedo decir es que continúen y sangren, pero es más importante mantener la ley y el orden en esta sociedad que preocuparse por las personas débiles de rodillas a las que no les gusta el aspecto del casco de un soldado.
Ralfe: ¿A cualquier precio? ¿Hasta dónde llegarías con eso? ¿Hasta dónde extenderías eso?
Trudeau: Bueno, solo mírame.
Ralfe: ¿En la reducción de las libertades civiles? ¿Hasta ese punto?
Trudeau: ¿Hasta qué punto?
Ralfe: Bueno, si extiendes esto y dices, está bien, vas a hacer cualquier cosa para protegerlos, ¿esto incluye escuchas telefónicas, reducción de otras libertades civiles de alguna manera?

Trudeau: Sí, creo que la sociedad debe tomar todos los medios a su alcance para defenderse contra el surgimiento de un poder paralelo que desafía al poder electo en este país y creo que va a cualquier distancia. Mientras haya un poder aquí que esté desafiando al representante electo del pueblo, creo que ese poder debe ser detenido y creo que solo, repito, corazones sangrantes y débiles de rodillas tienen miedo de tomar estas medidas.

## Uso contemporáneo
En marzo de 2013, mientras se postulaba para la dirección del Partido Liberal canadiense, Justin Trudeau evocó la memoria de su padre durante su campaña repitiendo la frase. Fue en respuesta a la pregunta de un pasajero de avión en una nota escrita a mano, preguntándole a Justin si podría vencer al primer ministro conservador Stephen Harper. El comentario provocó un debate en Twitter, así como una reacción mixta de varios comentaristas, algunos de los cuales vieron la frase como políticamente incorrecta y arriesgada en territorio quebequense. Dos años más tarde, Justin Trudeau se convirtió en el 23° primer ministro de Canadá, superando a Harper en las elecciones federales por un margen significativo.
El 12 de septiembre de 2021, el mismo Justin Trudeau declaró que el líder del Nuevo Partido Democrático (NDP), Jagmeet Singh, no podía perseguir a las personas más ricas de Canadá con "celo ilimitado" en respuesta a la promesa de campaña de su partido de cobrar impuestos a los ricos. Singh respondió en Twitter con la frase.
En respuesta al Convoy de la Libertad de 2022, algunos comentaristas pidieron a Trudeau tuviera su propio momento para replicar la frase. Posteriormente, el primer ministro invocaría la Ley de Emergencias por primera vez en la historia de Canadá.

## Cultura popular
Just Watch Me: Trudeau and the '70s Generation es el título de un documental de 1999 de la escritora Catherine Annau.
La frase también ha sido el título de varias biografías de Pierre Trudeau, por ejemplo:
- Just Watch Me: Remembering Pierre Trudeau (1984) de Larry Zolf
- Just Watch Me: Trudeau's Tragic Legacy (2003) de Ron Coleman
- Just Watch Me: The Life of Pierre Elliott Trudeau, 1968–2000 (2009) de John English.